# 酒井直斗のライパチ!
『酒井直斗のライパチ!』（さかいなおとのライパチ）は、CBCラジオが2016年10月1日から2017年3月25日まで放送したラジオ番組である。

## 概要
『ドラ魂ポーン!!!』の酒井直斗が、アーティストやゲストを迎えインタビューを行うトークバラエティ番組である。

## 放送時間
- 毎週土曜日 16:00 - 16:45